# Jeanne Little

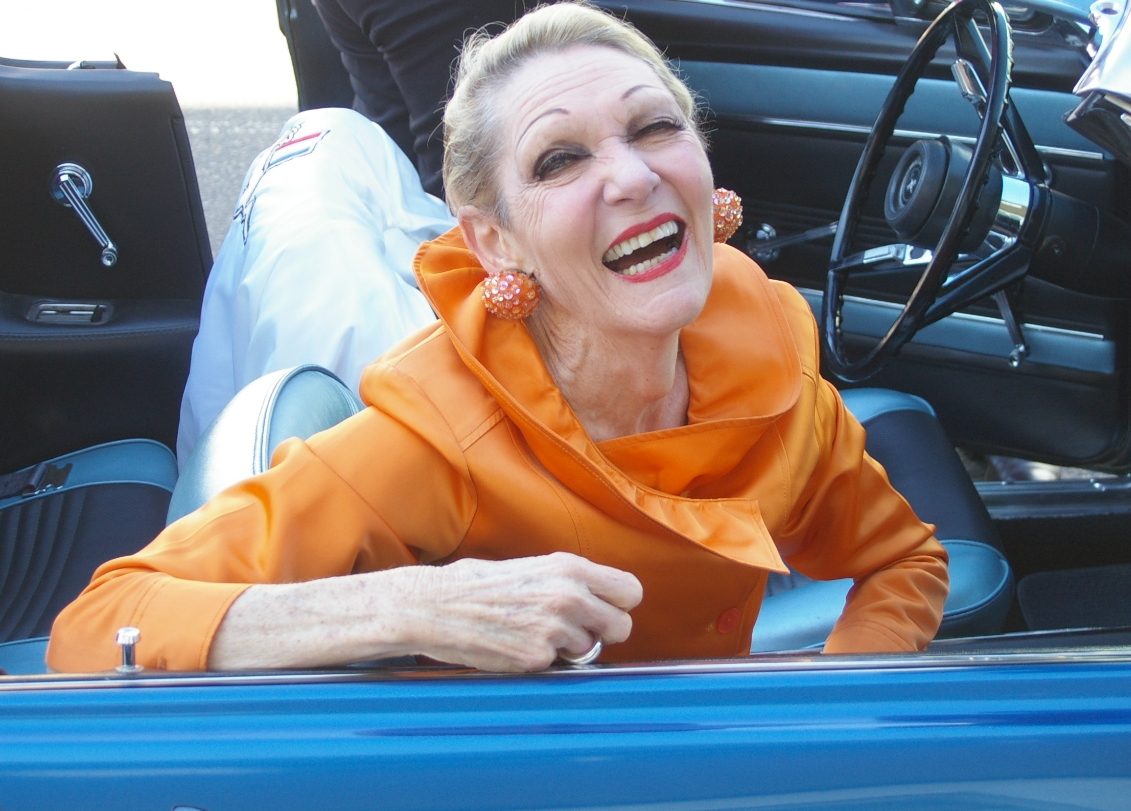
Jeanne Little im Mai 2008

Jeanne Little (* 11. Mai 1938 in Sydney als Jeanne Mitchell; † 7. November 2020 ebenda) war eine australische Entertainerin und Fernsehmoderatorin. Ihre aktive Zeit währte von 1974 bis 2009. Little zählte zu den bekanntesten Fernsehpersönlichkeiten Australiens.

## Leben
Jeanne Little hatte ihren ersten Fernsehauftritt im September 1974 in der Mike Walsh Show, in der sie fortan regelmäßig auf Channel 7 und später auf Channel 9 zu sehen war. Während ihrer Zeit bei Channel 7 hatte Little außerdem zwei eigene Fernsehsendungen: die Jeanne’s Little Show und die vierteilige Sitcom Cuckoo in the Nest mit ihr in der Hauptrolle.
In den folgenden Jahren trat Little unter anderem als Gaststar in Midday with Ray Martin sowie in der britischen Talkshow Parkinson auf und wurde so auch außerhalb Australiens bekannt. 1977 wurde sie für ihre Leistungen im australischen Fernsehen bei den Logie Awards mit dem Gold Logie ausgezeichnet. Sie erhielt im Laufe ihrer Karriere außerdem zwei weitere Logies als beliebteste weibliche Fernsehpersönlichkeit für ihre Auftritte in der Mike Walsh Show.
Neben ihren Fernsehauftritten trat Little auch in Bühnenshows und Musicals auf, darunter 1985 in Jerry’s Girls an der Seite von Carol Channing sowie in Legends im Sydney Opera House. Sie absolvierte außerdem eine Tour durch Australien und die USA mit ihrem Bühnenprogramm Marlene, einer Hommage an Marlene Dietrich.
Von 1996 bis 2007 trat Little gelegentlich als Gast in der Talkshow Beauty and the Beast auf. 2001 erhielt sie für ihre Verdienste die Centenary Medal. 2009 erkrankte sie an Alzheimer, was 2011 öffentlich gemacht wurde. Little lebte zuletzt in einem Pflegeheim. Sie war von 1971 bis zu dessen Tod im Juli 2019 mit dem Innendekorateur Barry Little verheiratet, mit dem sie eine gemeinsame Tochter hatte. Nach Littles Erkrankung wurde der Jeanne Little Alzheimer’s Research Fund gegründet, der Spenden für mit Alzheimer erkrankte Menschen sammelt. Sie starb in Sydney am 7. November 2020 im Alter von 82 Jahren.

## Auszeichnungen
- 1976: Logie Award als beliebteste weibliche Fernsehpersönlichkeit
- 1977: Logie Award als beliebteste weibliche Fernsehpersönlichkeit
- 1977: Gold Logie Award
- 2001: Centenary Medal

## Filmografie (Auswahl)
- 1978: Cuckoo in the Nest (Fernsehserie, 4 Folgen)
- 1987: Hey Dad! (Fernsehserie, eine Folge)
- 2002: Always Greener (Fernsehserie, eine Folge)